# Dol (Gornji Grad)
Dol is een plaats in Slovenië en maakt deel uit van de gemeente Gornji Grad in de NUTS-3-regio Savinjska. De plaats telde 23 inwoners op 1 januari 2020.